# Przegrzanie gospodarki
Przegrzanie gospodarki – zjawisko gospodarcze charakterystyczne dla fazy rozkwitu cyklu koniunkturalnego. Występuje w sytuacji, gdy w wyniku poprawy sytuacji gospodarczej następuje duży wzrost popytu konsumpcyjnego i inwestycyjnego. Po początkowym okresie rozkwitu gospodarczego nadmierna konsumpcja powoduje zmniejszenie poziomu oszczędności, co powoduje niedobór środków na kredyty inwestycyjne. Zaczynają następować niedobory czynników wytwórczych. Reakcją na niedobór tych czynników jest wzrost ich cen, co powoduje wzrost kosztów produkcji i wzrost cen towarów. Z uwagi na to, że produkcja nie nadąża za szybkim wzrostem popytu, wzrastają ceny i szybko rośnie inflacja.